# Ulwa
L'ulwa est une langue amérindienne de la famille des langues misumalpanes parlée sur la côte du Golfe du Mexique, au Nicaragua.

## Une langue menacée
L'ulwa est parlé dans le village de Karawala, situé sur la côte atlantique du Nicaragua. Les locuteurs, qui sont environ 350 sont tous des adultes. La langue est menacée, ce qui a mené certains habitants de Karawala à mettre sur pied un projet destiné à documenter la langue, l'Ulwa Tunak Muihka Balna.

## Classification
L'ulwa est une des deux langues, avec le mayangna, qui constituent le groupe sumu (en) des langues misumalpanes.